# Naliya
Naliya är en ort i Indien.   Den ligger i distriktet Kachchh och delstaten Gujarat, i den västra delen av landet, 1 000 km sydväst om huvudstaden New Delhi. Naliya ligger 26 meter över havet och antalet invånare är 10 587.
Terrängen runt Naliya är mycket platt, och sluttar västerut. Runt Naliya är det ganska glesbefolkat, med 43 invånare per kvadratkilometer. Naliya är det största samhället i trakten. Omgivningarna runt Naliya är i huvudsak ett öppet busklandskap.